# Rejectaria modestalis
Rejectaria modestalis là một loài bướm đêm trong họ Noctuidae.